# Хилус

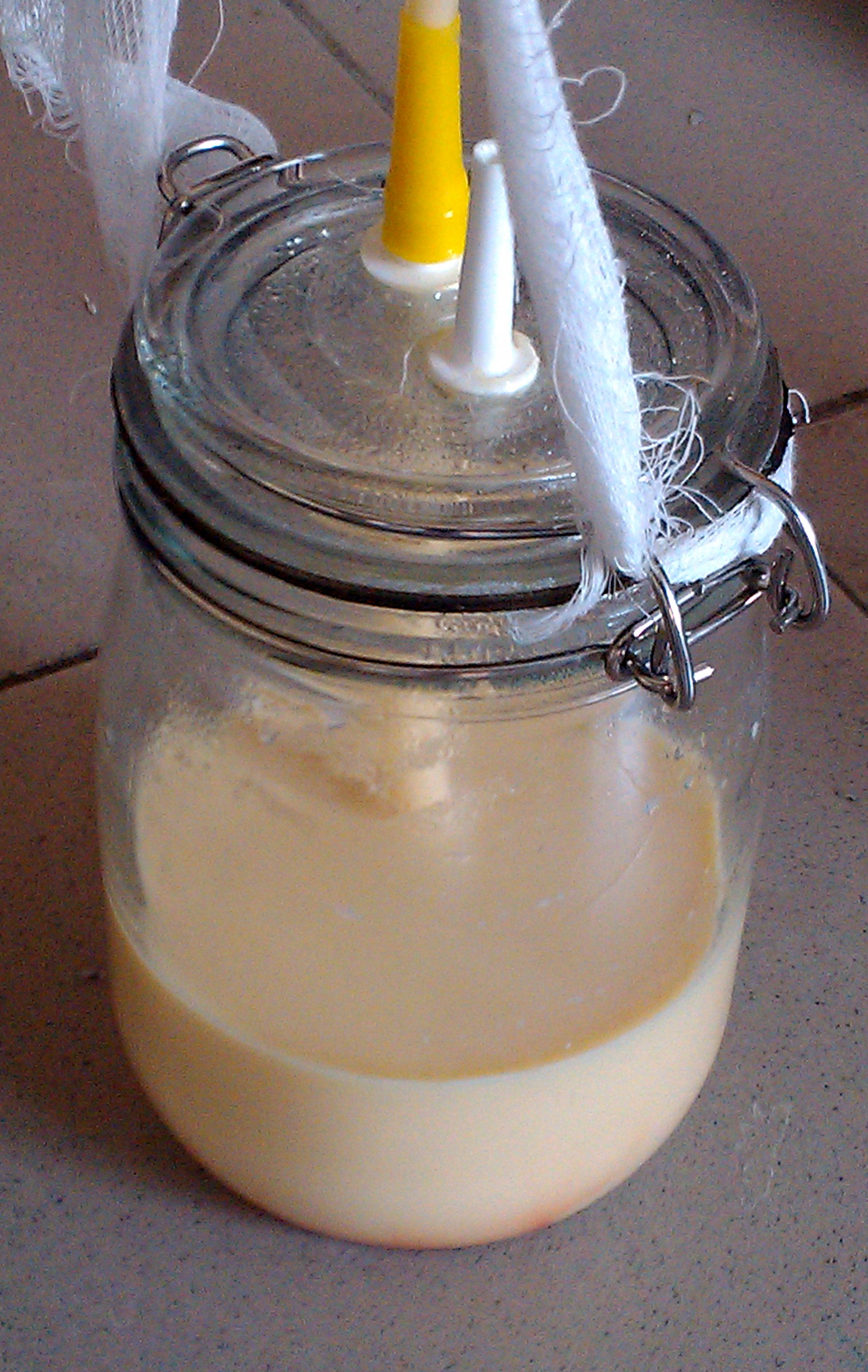
Хилус, эвакуированный из плевральной полости больного с хилотораксом в банку Боброва

Хилус (позднелат. chylus, от греч. khylós — сок) — название различных по функциям, но похожих по внешнему виду и составу жидкостей в организме человека и животных.
По внешнему виду хилус напоминает млечный сок. Это молочно-белая жидкость содержится в лимфатических сосудах брыжейки животных. Плевральная жидкость (хилус) при отсутствии примеси крови также напоминает по цвету молоко и при биохимическом исследовании содержит повышенное количество триглицеридов. Также хилусом называется лимфа, текущая от кишечника и смешанная с продуктами кишечного пищеварения, успевшими всосаться кишечными ворсинками. Обогащение хилуса капельками жира происходит в тонкой кишке, поскольку она пронизана лимфатическими канальцами, имеющими низкое давление, что позволяет большим молекулам жира впитываться именно в лимфу, а не в кровь, как это делают более лёгкие молекулы сахара и/или аминокислот.
В результате утечки хилуса возможно образование свищей в брюшных полостях тела, которые лечатся с помощью медикаментов или путём хирургического вмешательства.